# Cène
Pour les articles ayant des titres homophones, voir Scène, Seine, Senne et Saine.

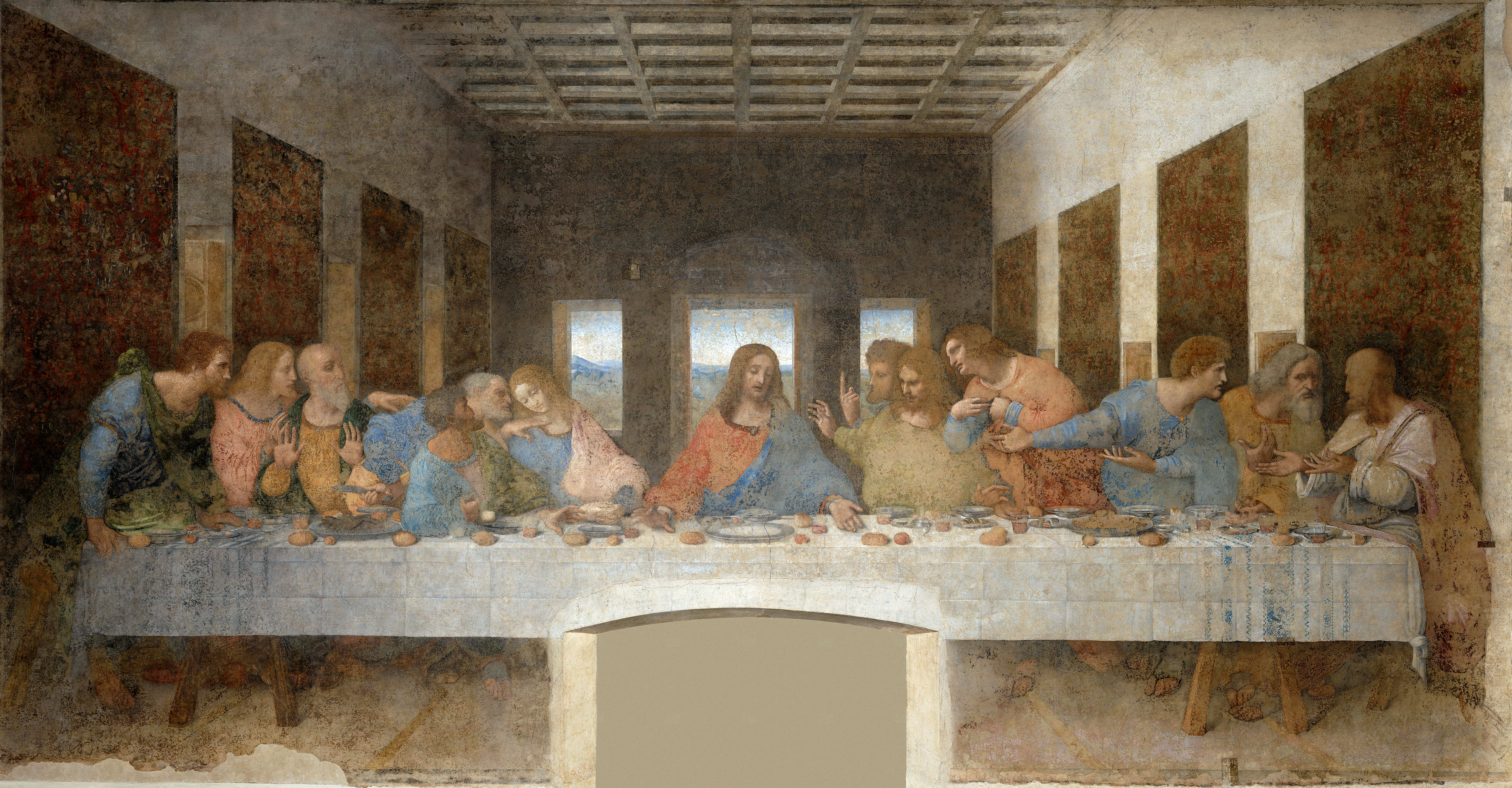
La Cène par Léonard de Vinci (1495-1498), église Santa Maria delle Grazie de Milan.

La Cène (terme issu du latin cena, « repas du soir, souper ») est le nom donné dans la religion chrétienne au dernier repas que Jésus-Christ prit avec les douze apôtres le soir du Jeudi saint, avant la Pâque juive, peu de temps avant son arrestation, la veille de sa crucifixion, et trois jours avant sa résurrection. Après avoir célébré avec eux la Pâque, il institue l'eucharistie — selon trois des quatre évangiles canoniques — en disant : « Ceci est mon corps, ceci est mon sang ».

## Le repas pris par Jésus avec ses disciples avant la crucifixion

### Récits des Évangiles
La chronologie des évangiles a été étudiée pour les trois évangiles synoptiques seulement sans intégrer l'évangile selon Jean, qui est le seul à contenir le discours de la Cène.
- Selon Matthieu (26, 26-28) :

« Pendant le repas, Jésus prit du pain et, après avoir prononcé la bénédiction, il le rompit ; puis, le donnant aux disciples, il dit : « Prenez, mangez, ceci est mon corps ». Puis il prit une coupe et, après avoir rendu grâce, il la leur donna en disant : « Buvez-en tous, car ceci est mon sang, le sang de l'Alliance, versé pour la multitude, pour le pardon des péchés. »

- Selon Marc  (14, 22-26) :

« Pendant le repas, Jésus, ayant pris du pain et prononcé la bénédiction, le rompit, le leur donna, et dit : « Prenez, ceci est mon corps. »
Puis, ayant pris une coupe et ayant rendu grâce, il la leur donna, et ils en burent tous.
Et il leur dit : « Ceci est mon sang, le sang de l’Alliance, versé pour la multitude. »

- Selon Luc (22, 19-20) :

« Puis, ayant pris du pain et rendu grâce, il le rompit et le leur donna, en disant : « Ceci est mon corps, donné pour vous. Faites cela en mémoire de moi. Et pour la coupe, après le repas, il fit de même, en disant : « Cette coupe est la nouvelle Alliance en mon sang répandu pour vous. »

- Selon Jean :

Avant le repas proprement dit, Jésus lave les pieds de ses disciples. Cette action n'est pas mentionnée dans les autres évangiles.
Jésus ne prononce pas dans cet Évangile les paroles qui instituent l'Eucharistie, « Prenez, mangez, ceci est mon corps ».
Il donne un commandement nouveau : « Aimez-vous les uns les autres, Comme je vous ai aimés. », Jean (13, 34), le Discours de la Cène. Dans ce discours (Jn, chapitres 14 à 17) : Jésus transmet une sorte de testament sur les commandements à garder par les disciples qu'il considère, non plus comme ses serviteurs, mais comme ses amis. Cette partie de la Cène est la seule relatée par Jean dans son évangile. Jean indique que Jésus répète le commandement : « Aimez-vous les uns les autres comme je vous ai aimés » (Jn, 15, 12).
- Selon les quatre évangiles (la TOB indique ce passage dans  Mt 26, 20-25, Mc 14, 17-21, Lc 22, 21-23, Jn 13, 21-30):

Jésus annonce ensuite que l'un des disciples va le trahir : Judas. Celui-ci quitte la pièce.
- Selon les quatre évangiles également (Matthieu 26:34; Marc 14:30 ; Luc 22:34; Jean 13:38) :

Jésus dit à Pierre qu'il le reniera par trois fois avant que le coq ne chante.
(Matthieu situe ces paroles après qu'ils sont sortis de la pièce).
- Selon Luc, 22, 35-36, Jésus recommande à ses disciples de se procurer des épées :

Jésus dit d'abord à ses disciples : « Lorsque je vous ai envoyés sans bourse, ni sac, ni sandales, avez-vous manqué de quelque chose ? » Ils répondirent : « De rien ». Puis il leur dit : « Maintenant, par contre, celui qui a une bourse, qu'il la prenne ; de même, celui qui a un sac ; et celui qui n'a pas d'épée, qu'il vende son manteau pour en acheter une. » (Luc 22, 35-36).
Paul Verhoeven, membre du Jesus Seminar, attire l'attention sur l'évolution de la pensée de Jésus concernant le recours à la violence dans l’Évangile de Luc, et notamment sur le fait qu'avant son arrestation, Jésus avait recommandé à ses disciples d'acquérir des épées - armes dont l'un d'eux au moins fera usage contre un des gardes chargé de son arrestation.

### Les repas communautaires dans le contexte juif duIersiècle
« L'idée d'un banquet communautaire célébrant l'arrivée du Royaume de Dieu existait dans le judaïsme contemporain chez les esséniens, qui anticipaient un tel repas présidé par le Prêtre et le Messie (1 QSA 2, 17-22), et qui observaient selon leur règle un repas communautaire en prévision du « banquet messianique » de la Fin des temps (1 QS 6, 4-6). Des textes apocalyptiques postérieurs (Baruch, Enoch, l'Apocalypse d'Elie) parlent d'une abondance de nourriture à la Fin des temps ainsi que d'un repas pris avec le Messie »

— Paula Fredriksen, De Jésus aux Christs
S'interrogeant sur le caractère historique de la Cène dans les Évangiles, Paula Fredriksen conclut que Jésus a « bien pu célébrer un repas spécial avec douze de ses disciples, nombre qui symbolisait l'Israël restauré de l'eschatologie»

## Le second repas après la crucifixion, ou la cène d'Emmaüs
Dans l'Évangile de Luc (au chapitre 24), à la suite du récit des femmes et de Pierre allant au tombeau, deux disciples se dirigeaient vers un village appelé Emmaüs, parlant de tout ce qui s'était passé. Pendant qu'ils discutaient, Jésus fait route avec eux, sans qu'ils le reconnaissent. Ceci crée un décalage entre ce que savent les disciples et ce que sait le lecteur : celui-ci sait que Jésus est ressuscité et qu'il marche avec les disciples, ces derniers ne le savent pas. Dès lors, tout le récit est marqué par cette découverte autour du verset central (v. 23c « il est vivant »). Ainsi les disciples racontent à Jésus leur témoignage, leur déception et leur attente, ensuite ils relatent les événements du tombeau sans y découvrir la vraie lumière. Jésus leur répond alors, lui-même déçu de la fermeture de leurs cœurs. Il leur montre que sa souffrance est nécessaire à l'accomplissement de sa grâce et qu'il est le Christ (v. 26). Il illustre son propos en leur citant des passages de l'Écriture. Enfin, au moment où il les quitte afin de les mettre à l'épreuve, les disciples désirent qu'il vienne avec eux, montrant que leurs cœurs sont devenus brûlants. Lors du repas (v. 30), la dernière cène est reproduite par Jésus, bénissant et rompant le pain, ouvrant enfin leurs cœurs au mystère de la résurrection. À ce moment précis Jésus disparaît à leurs yeux et apparaît à leurs cœurs. Alors les disciples prennent conscience de tout le cheminement de leurs cœurs vers l'ouverture finale[Quoi ?] et passent de la déception et l'isolement, à la joie et au désir d'annoncer ce qu'ils ont vu. Le récit se conclut donc par leur retour à Jérusalem, leur retour à l'espérance et le début de l'annonce missionnaire. À leur retour, la communauté est instruite dans la foi, avec l'annonce que Jésus est ressuscité et qu'il leur est apparu plusieurs fois. 
C'est un récit de fondation, de consolidation et de compréhension du mystère de la résurrection. Le récit relie également la Bible hébraïque à la vie de Jésus, par l'annonce messianique présentée par Jésus expliquant la nature du Christ. Il fonde le rite de la dernière cène non plus comme un épisode, mais comme l'expression de la communion et de la présence divine, ouvrant les cœurs au mystère de Pâques.

## Dans les églises

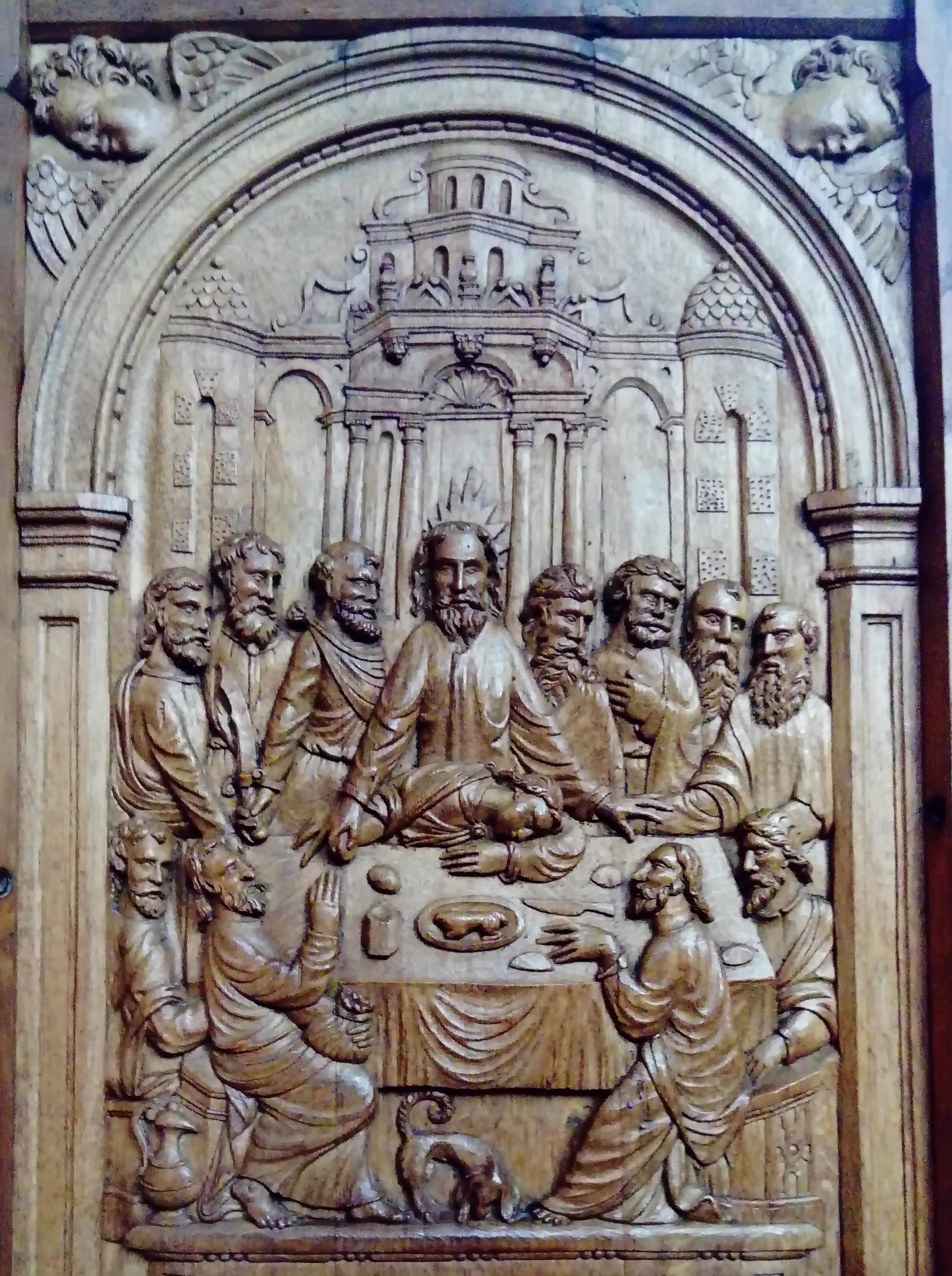
Boiserie de la cathédrale Saint-Julien du Mans représentant la Cène.

Les chrétiens de toutes confessions confondues (orthodoxes, catholiques, protestants), considèrent que ce dernier repas pris par Jésus avec ses disciples institue le sacrement de l'Eucharistie (eucharistein, Lc 22, 19), eulogein (Mt 26, 26). Aussi la Cène est-elle un des événements fondateurs du christianisme. Par ce sacrement, les chrétiens font mémoire de la mort et de la résurrection du Christ :

« Prenez, et buvez-en tous, car ceci est la coupe de mon sang, le sang de l'alliance nouvelle et éternelle qui sera versé pour vous et pour la multitude en rémission des péchés. Vous ferez cela, en mémoire de moi. »

D'autres appellations se rapportent à la Cène et à l'Eucharistie :
- Communion, parce que c'est par ce sacrement que les chrétiens s'unissent au Christ pour les rendre participants de son Corps et de son Sang pour former un seul corps,
- Sainte-Cène,
- Repas du Seigneur,
- Fraction du pain,
- Assemblée eucharistique (synaxis),
- Mémorial de la Passion et de la Résurrection du Seigneur,
- Saint Sacrifice,
- Sainte et divine liturgie,
- Sainte Messe (envoi des fidèles : missio).

Dans l'Église catholique, la « Cène » est célébrée à nouveau par les fidèles chaque dimanche au cours de la messe, plus particulièrement lors de la communion, dans la deuxième partie de la messe. L'Église célèbre une Cène perpétuelle dans laquelle le Christ est réellement présent dans le Saint Sacrifice. Le Christ se présente à chaque consécration en médicament[Quoi ?] pour la vie éternelle.

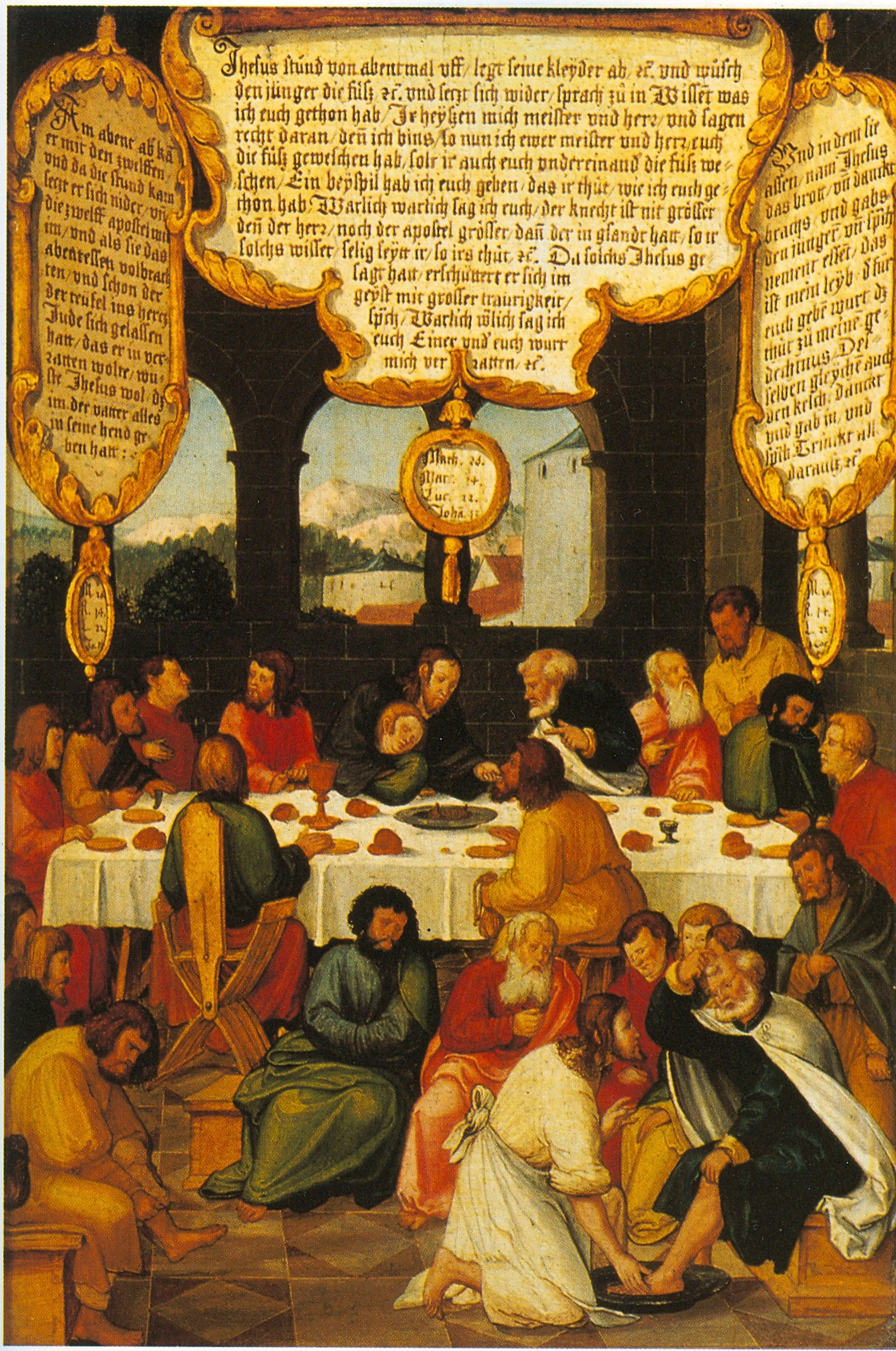
La Cène, par Heinrich Füllmaurer, (v. 1540). Les catholiques célèbrent aussi, le Jeudi saint, le rite du lavement des pieds, en souvenir du geste de Jésus envers ses disciples, tel qu'il est rapporté dans l'évangile selon Jean.

Dans l'Église catholique, une célébration particulière a lieu le jour dit du Jeudi saint, la veille du Vendredi saint (qui commémore la Passion). Le Jeudi saint a lieu le rite du lavement des pieds, en célébration du geste de Jésus envers ses disciples, évoqué dans l'évangile de Jean.
Chez les protestants, l'appellation sainte cène souligne l'importance symbolique et commémorative du repas pascal. Cette interprétation remonte à Jean Calvin dans son Institution de la religion chrétienne, bien que les églises issues de la Réforme protestante considèrent généralement que leur approche de la Cène est la position historique.
Les chrétiens évangéliques parlent d'un souvenir du sacrifice de Jésus-Christ et de l'annonce de son retour,. Ce geste est pratiqué selon l'invitation de Jésus et de Paul de Tarse dans la bible .

## Représentation de la Cène dans l'art

### Dans la littérature
Selon Georges Minois, « dans une religion aussi ritualisée que le catholicisme, où tout tourne autour de la répétition quotidienne de la même cérémonie [...] reproduisant le dernier repas, la Cène, il était inévitable qu'apparaisse très tôt une déformation comique de ce rituel, sous forme de parodie. Du repas sacré au repas bouffon, le passage s'opère très tôt, et cette utilisation comique du tragique sacré est la source principale du rire médiéval, qui s'enracine dans la religion. Le cas le plus célèbre est celui d'un texte latin anonyme, composé entre les Ve et VIIIe siècles, la Cena Cypriani », ou Cène de Cyprien.

### Dans la peinture

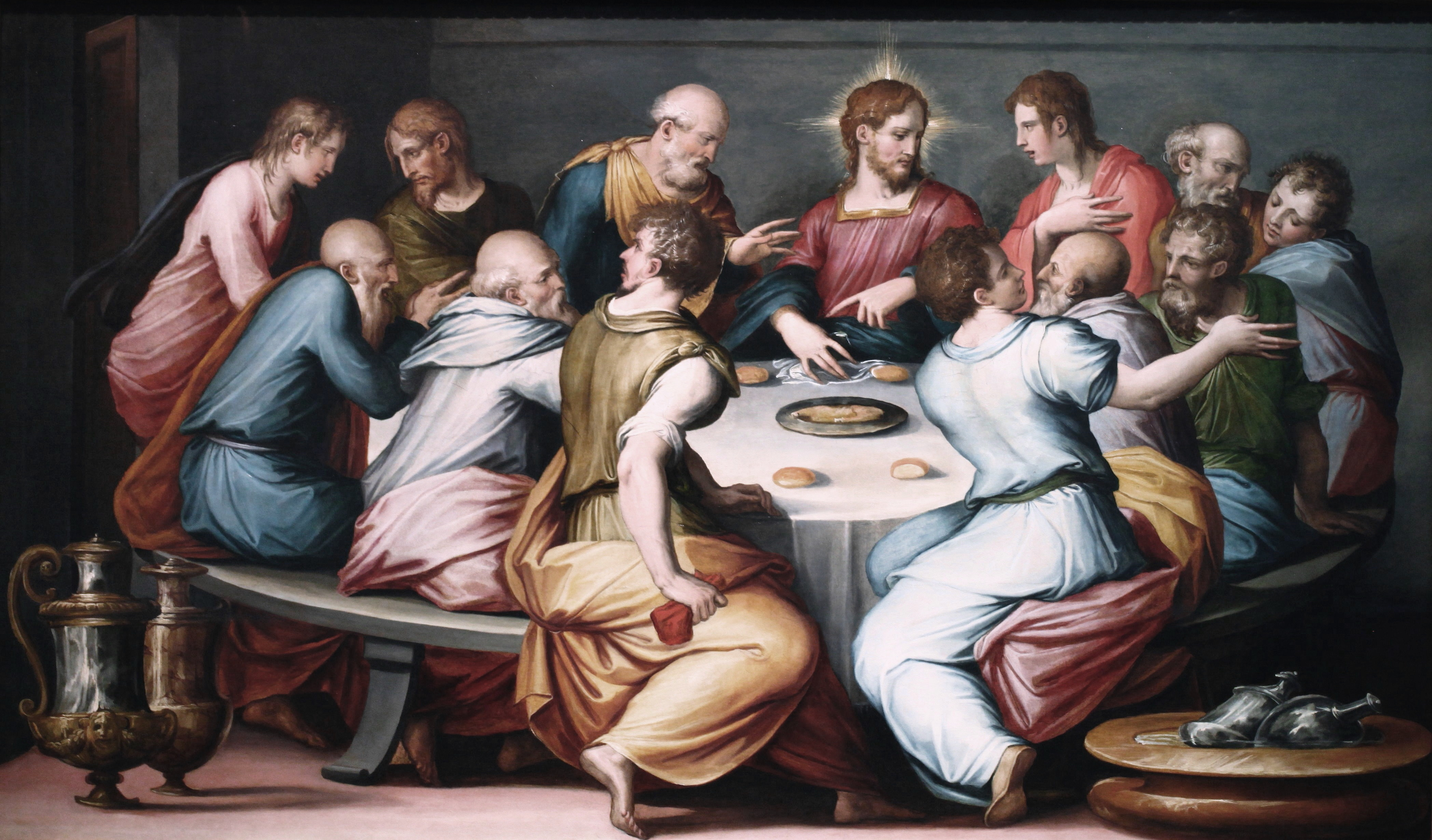
La Cène par Giorgio Vasari en 1545.

La représentation de la Cène a d'abord une valeur pédagogique. Utilisée au Moyen Âge central comme instrument de lutte contre les hérésies qui rejettent l'Eucharistie, elle devient un thème iconographique majeur à la Renaissance.
Ni l'essor des représentations de la table au XIIIe siècle, ni le renforcement de la doctrine et de la doctrine eucharistique de l'Église à partir du concile de Latran IV n'imposent la Cène comme l'une des grandes images chrétiennes : elle demeure loin derrière, par exemple, le lavement des pieds, qui la jouxte dans les programmes où elle est présente.
Le XVe siècle, puis la Contre-Réforme, donnent au dernier repas une place de choix dans l'art occidental : il suffit de penser à la production quasi industrielle de représentations de la Cène par le Tintoret à Venise.
La représentation de la Cène dans l'art ne se cantonne pas à la peinture. Elle se trouve également dans les arts de la photographie ou du cinéma.
Les représentations de la Cène montrent le Christ et les Apôtres à des moments différents de la Cène selon les artistes :
- Giotto :  chapelle des Scrovegni (1303-1306).
- Duccio di Buoninsegna : (1308).
- Agnolo Gaddi : (1395).
- Fra Angelico : fresque du couvent San Marco (1440).
- Andrea del Castagno : au couvent Sant'Apollonia (1445-1450).
- Dieric Bouts : sur le Polyptyque du Saint-Sacrement (1467).
- Hans Memling : scène dans la Passion de Turin (1470-1471).
- Domenico Ghirlandaio : celle du réfectoire du couvent d'Ognissanti (ca 1482), celle du petit réfectoire du couvent San Marco (vers 1486).
- Le Pérugin : La Cène (1493 - 1496), Cenacolo di Fuligno, Florence.
- Léonard de Vinci : il Cenacolo, la Cène (1495 - 1497) au couvent dominicain de Santa Maria delle Grazie à Milan, qui immortalise le moment où Jésus dit qu'un d'entre eux va le trahir.
- Le Tintoret : ultima Cena, à l'église San Giorgio Maggiore (Venise).
- Albert Bouts : La Dernière Cène (vers 1500).
- Luca Signorelli : (1502)
- Hans Holbein le Jeune : La Cène (1524-1525)
- Andrea del Sarto : à San Salvi (1527).
- Pieter Pourbus : (1548)
- Sœur Plautilla Nelli - 1524-1588   :  La Cène  à Musée Santa Maria Novella de Florence
- Giorgio Vasari : pour le Convento delle Murate de Florence (vers 1550) puis Santa Croce - endommagée pendant les inondations de 1966[11]
- Le Greco : (1568)
- Paul Véronèse : La Cène (1571), renommée Le Repas chez Levi à cause des interdits religieux de cette époque (Inquisition).
- Dirk Bouts : La Bénédiction du pain.
- Juan de Juanes (fin XVIe siècle)
- Giovanni Balducci,  La Cène, tableau de (1603), exposé dans l'abside de la cathédrale de Florence[12]
- Francisco Ribalta (1606)
- Peter Paul Rubens (vers 1632).
- Nicolas Poussin : Institution de l'Eucharistie (1641)  et L'Eucharistie (1647)
- Philippe de Champaigne : La Cène (Vers 1652)
- Bartolomé Esteban Murillo : (1650)
- Gerbrand van den Eeckhout : La Cène, 1664
- Jacques Nicolaï : La Cène
- Gioacchino Assereto : La Cène (XVIIe siècle)
- Sebastiano Ricci : La Dernière Cène, après 1719, Musée des Beaux-Arts de Houston[13]
- François Verdier
- Giambattista Tiepolo : La Cène, 1745-1750, Musée du Louvre, Paris[14]
- Merry-Joseph Blondel (1781-1853) :   La Cène
- Johan Joseph Zoffany (1733-1810) :  La Dernière Cène, conservée en l'Église Saint-Jean de Calcutta
- Gustave Van de Woestyne (1927)
- Salvador Dalí : La Cène (1955), huile sur toile, 168,3 × 270 cm, National Gallery of Art, Washington DC
- Luis Buñuel : Viridiana (1961), une célèbre séquence du film fait directement référence à la Cène.
- Andy Warhol : La Cène (1986), cycle de tableaux réalisés pour l'exposition Sixty Cenes au Palazzo delle Stelline de Milan[15].
- Zeng Fanzhi : The last supper (2001)
- David LaChapelle : La Cène (2003), une des images de sa série photographique Jesus is my Homeboy[16].

Généralement, les douze Apôtres sont représentés, l'apôtre Jean, « celui que Jésus aimait », se trouve assis au côté de Jésus, à gauche ou à droite selon les représentations, Pierre de l'autre coté et Judas se trouve face à Jésus ou en extrémité de table et tient dans sa main la bourse, fruit de sa trahison.

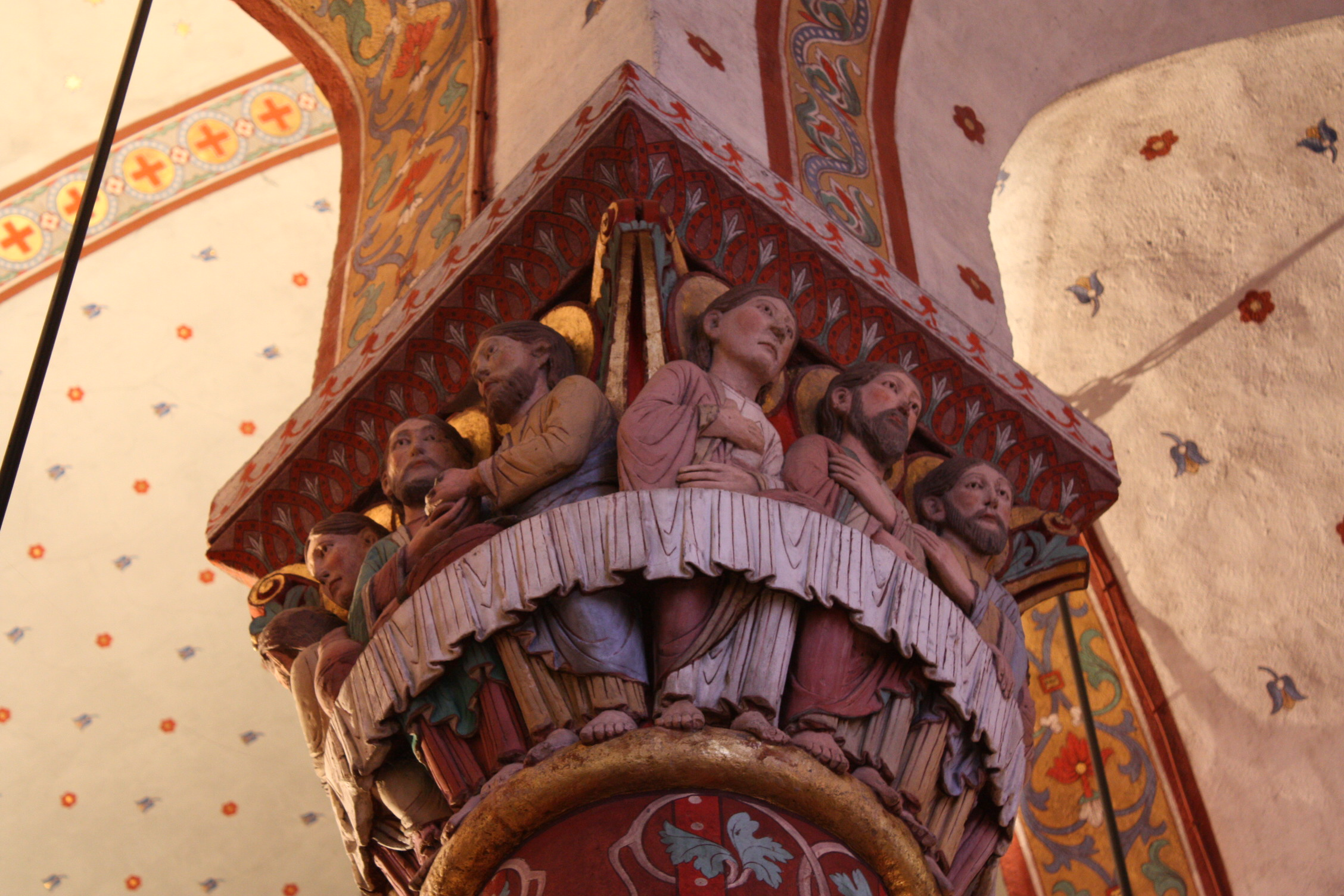
Chapiteau de l'église romane Saint-Austremoine à Issoire
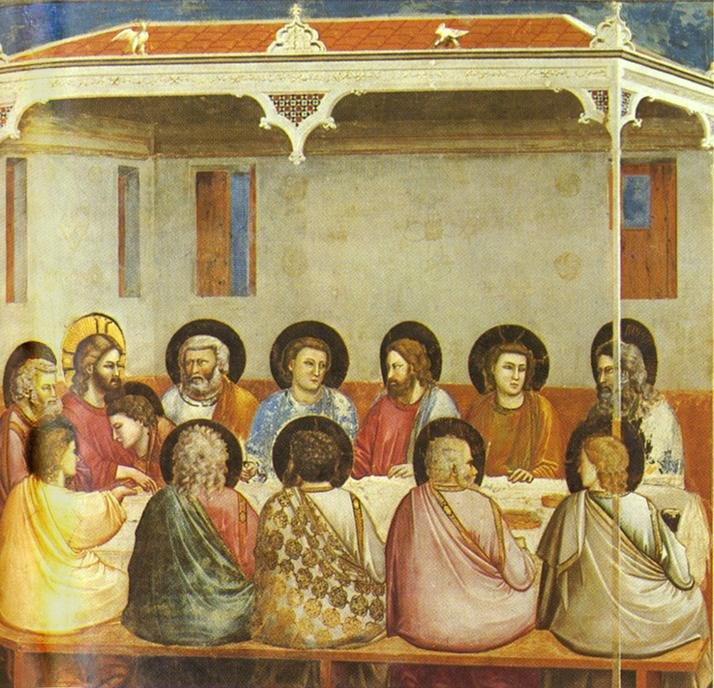
Giotto (1303-1306) chapelle des Scrovegni.
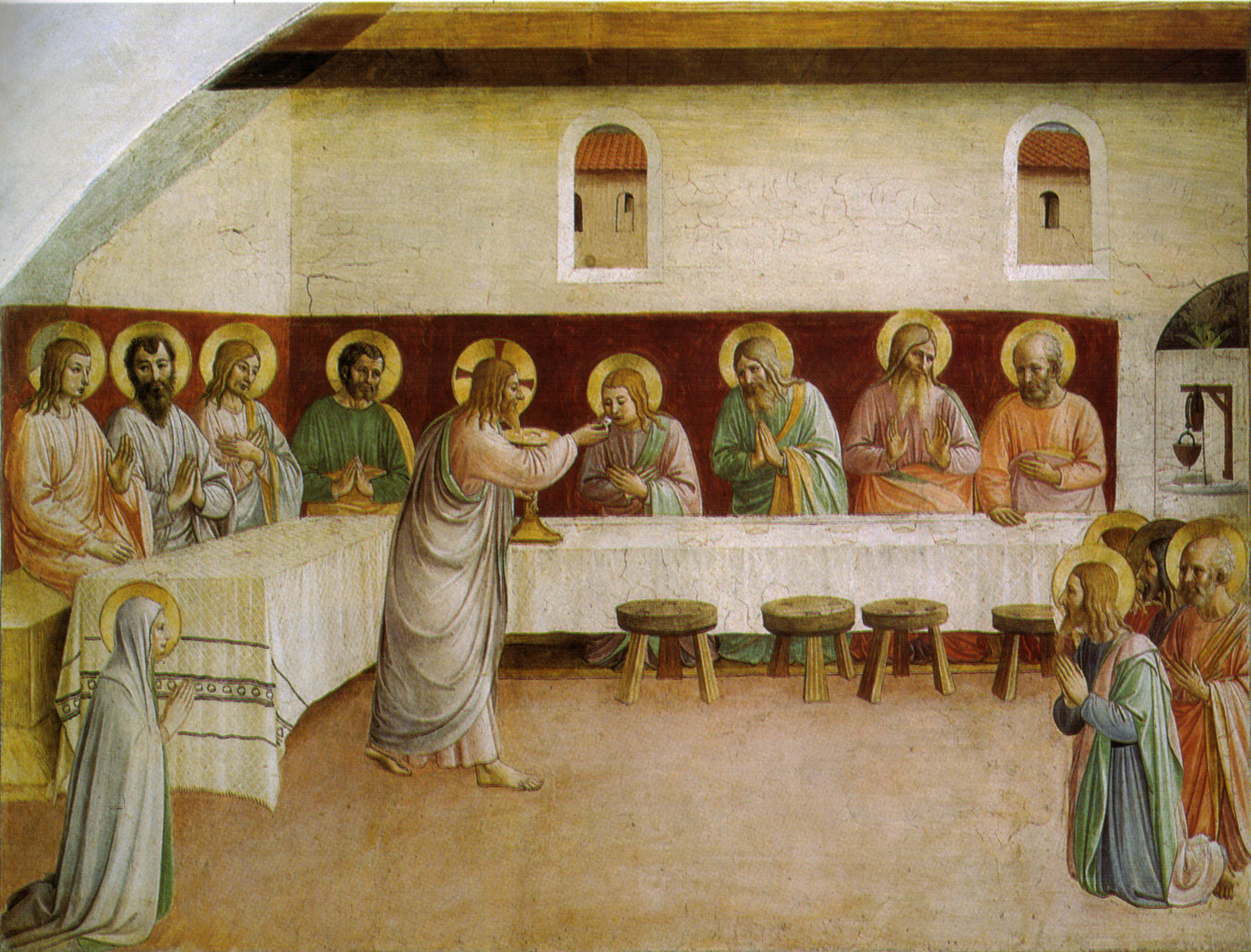
Fra Angelico (1440-1441) couvent San Marco, cellule 35.
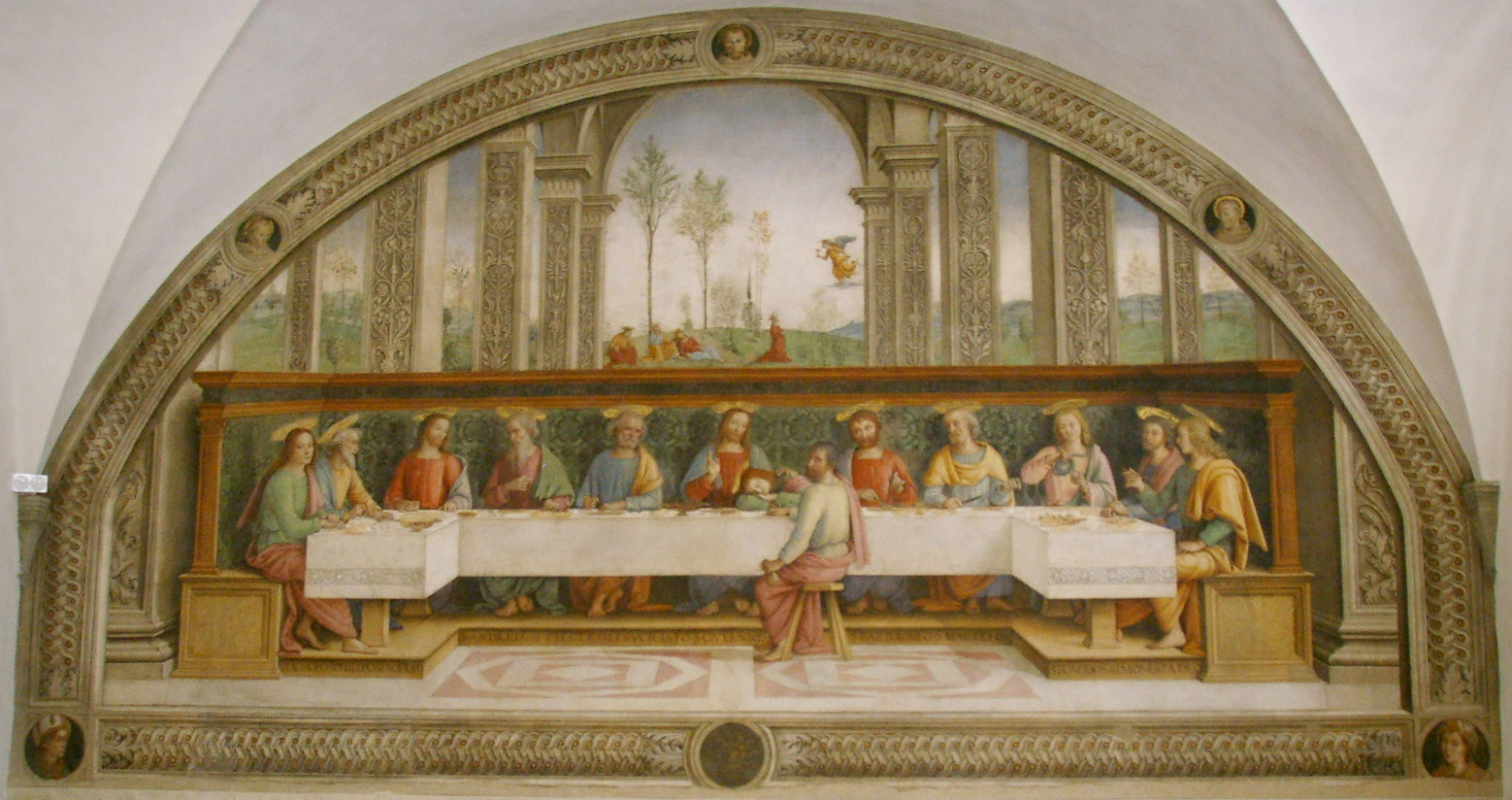
Le Pérugin (1493 - 1496) Cenacolo di Fuligno.
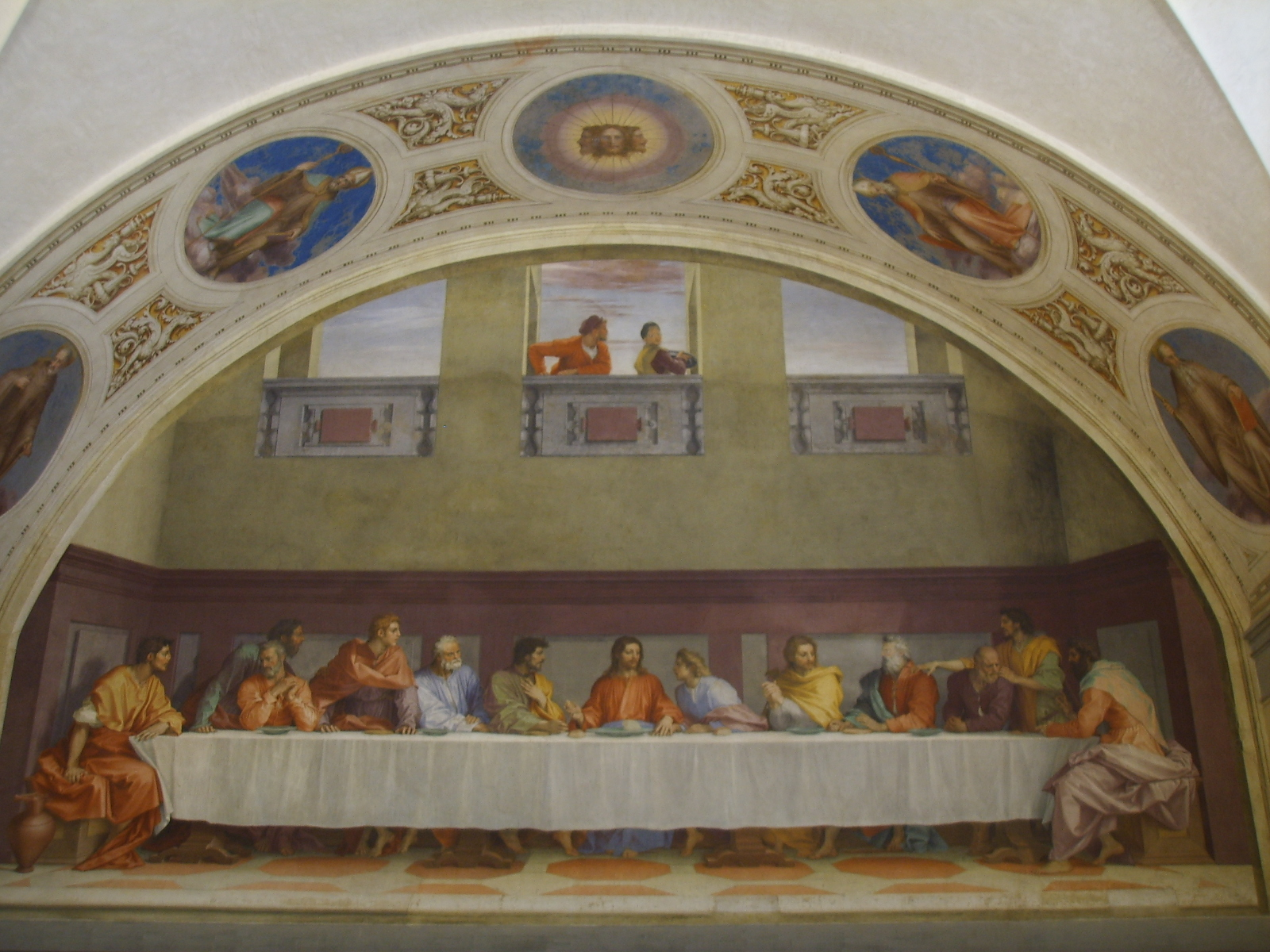
Andrea del Sarto (1520-1525) Cenacolo di San Salvi.
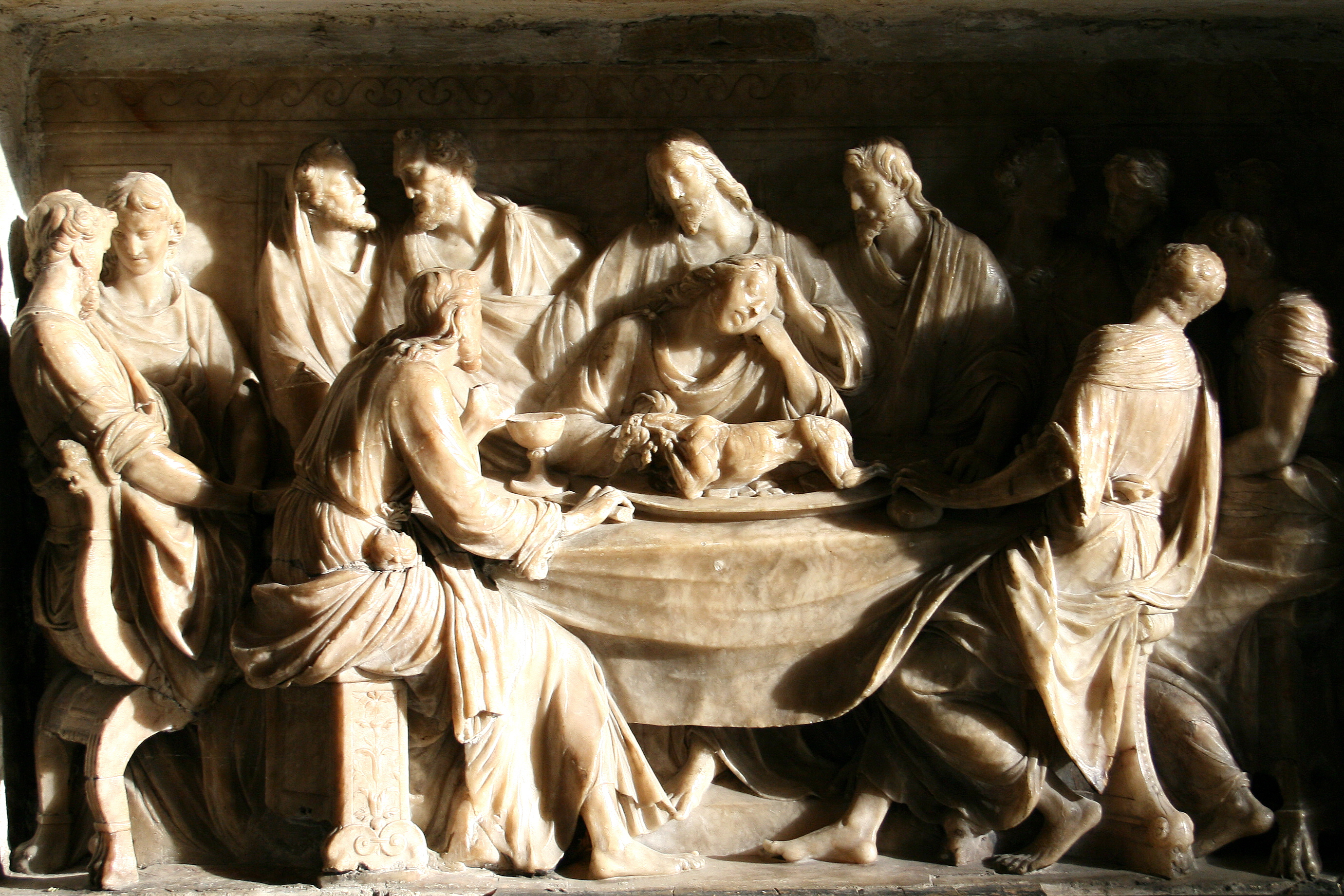
Jacques Du Brœucq (1541-1545)
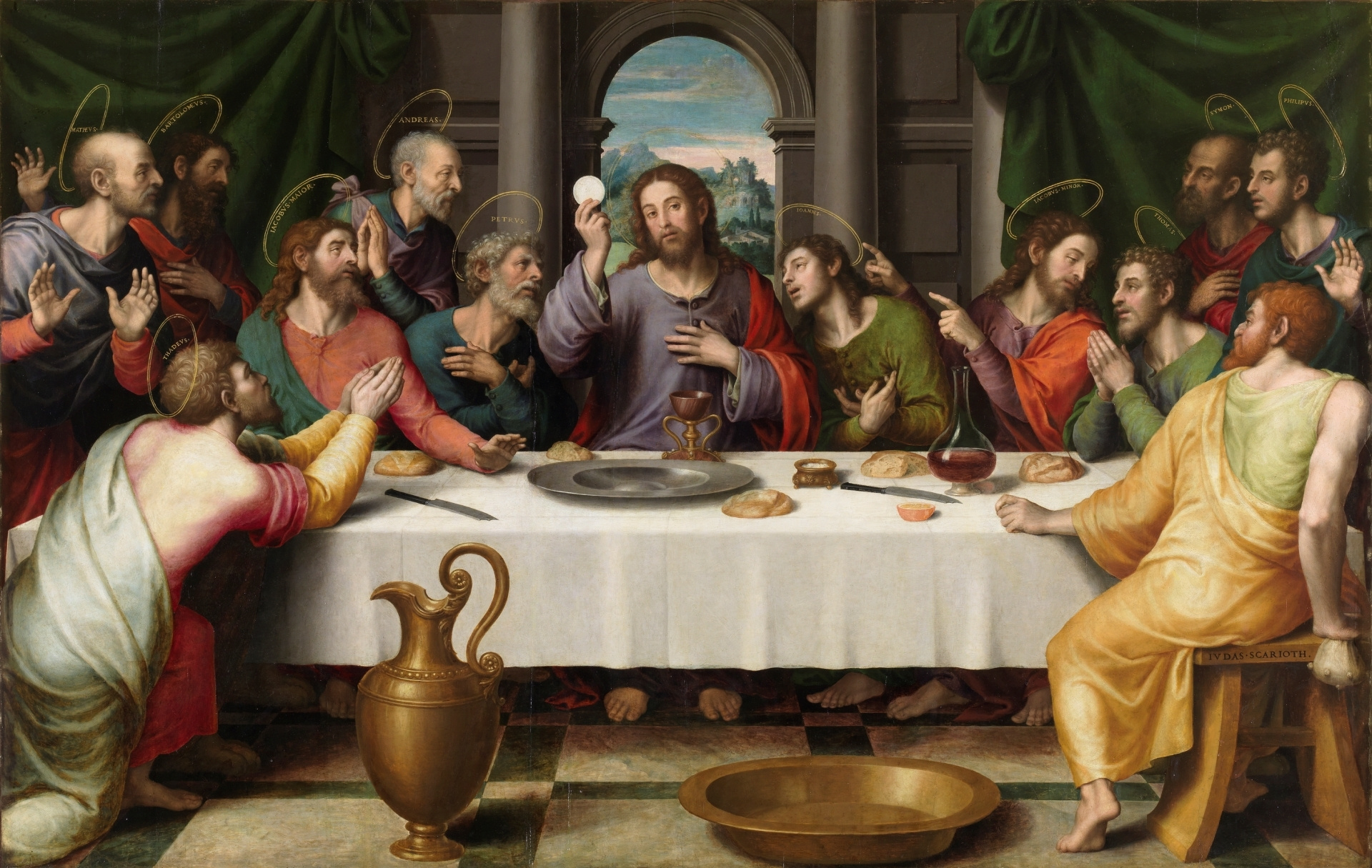
Juan de Juanes (fin XVIe siècle)
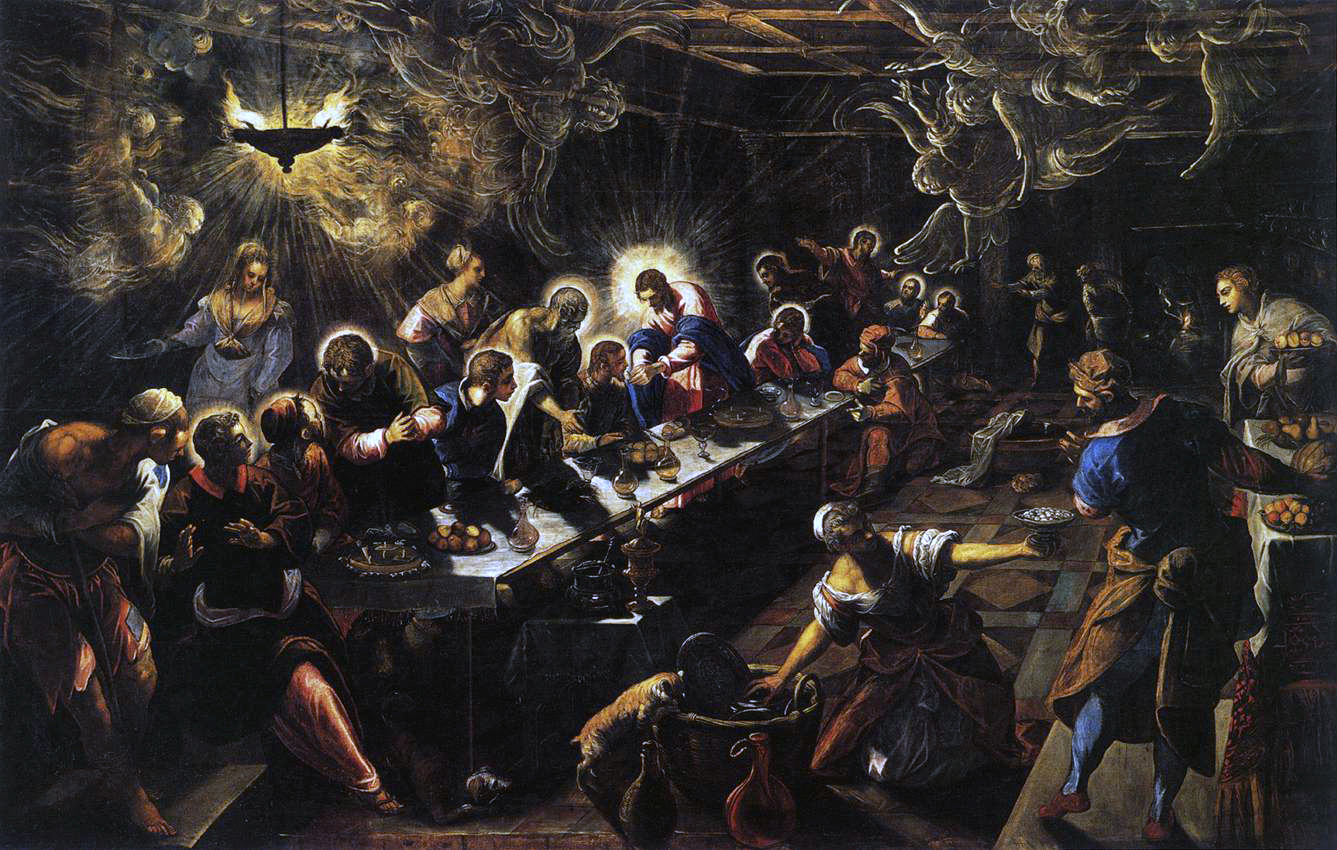
Tintoret basilique San Giorgio Maggiore de Venise.
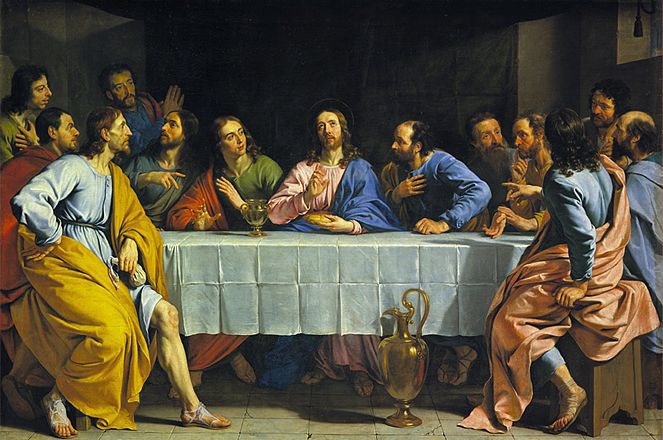
Philippe de Champaigne (vers 1652) Musée des Beaux-Arts de Lyon
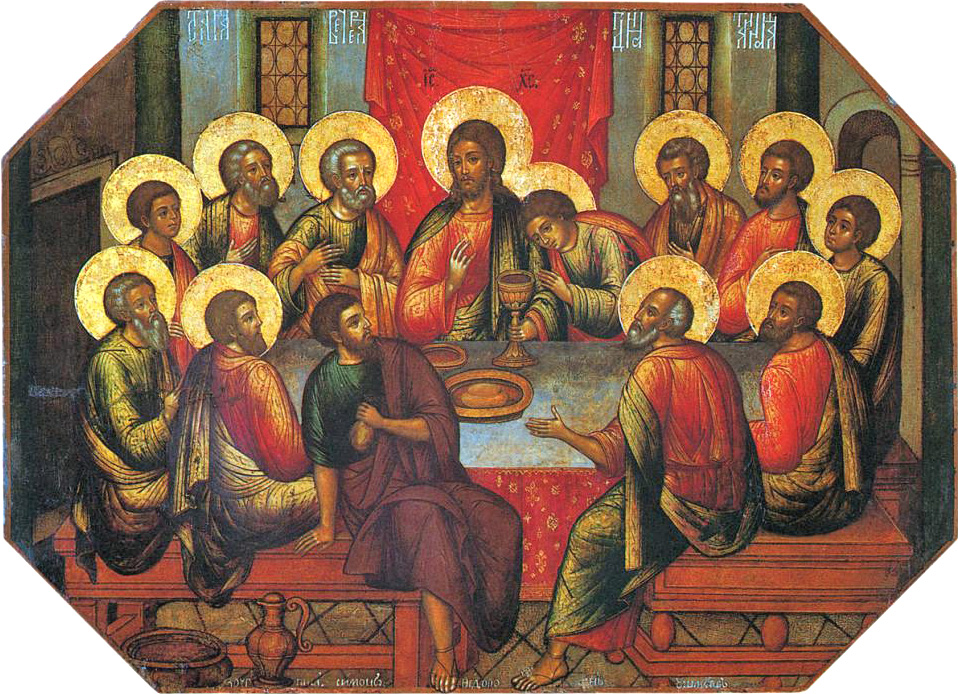
Simon Ouchakov école de Moscou, XVIIe siècle.
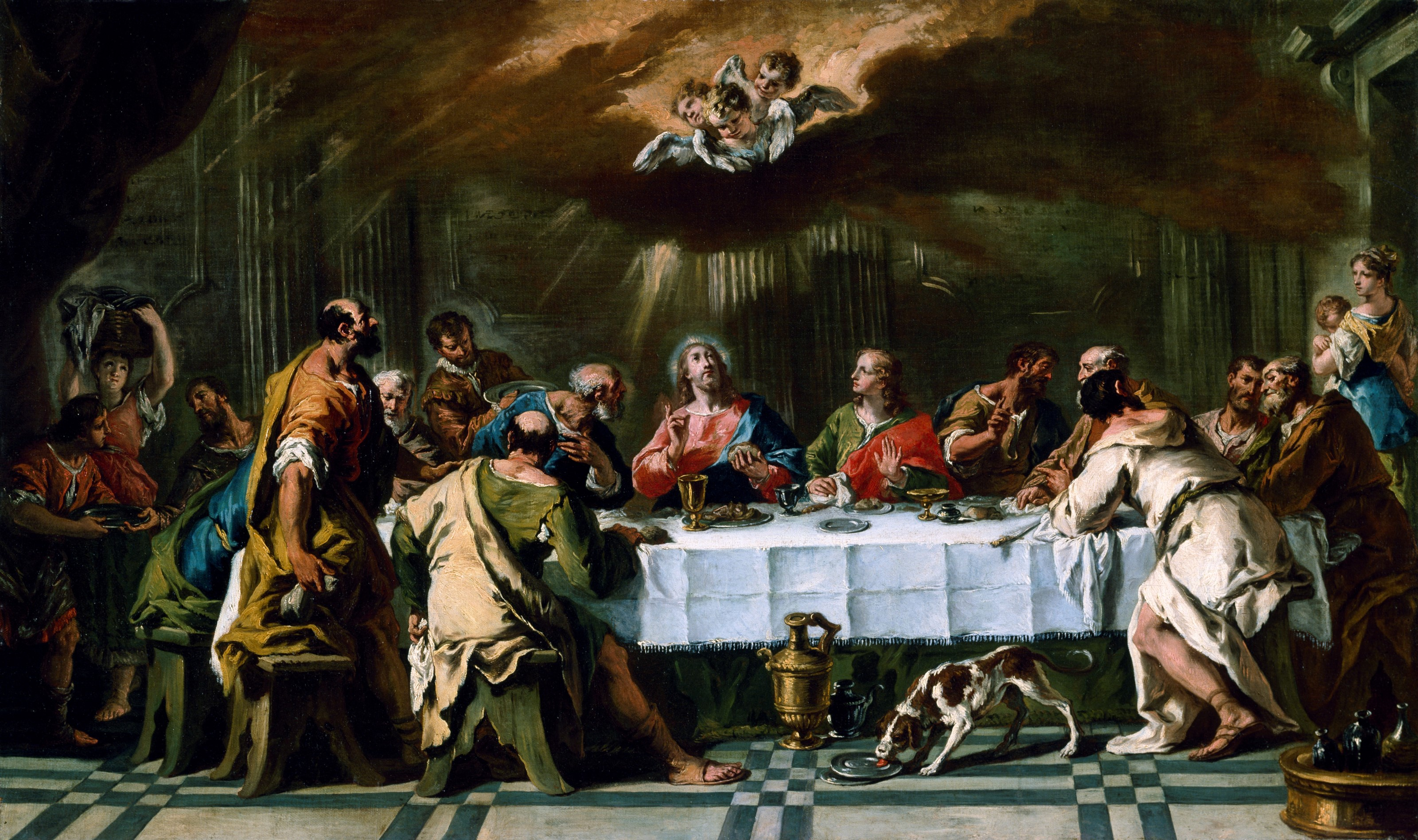
Sebastiano Ricci, après 1719 Musée des Beaux-Arts de Houston
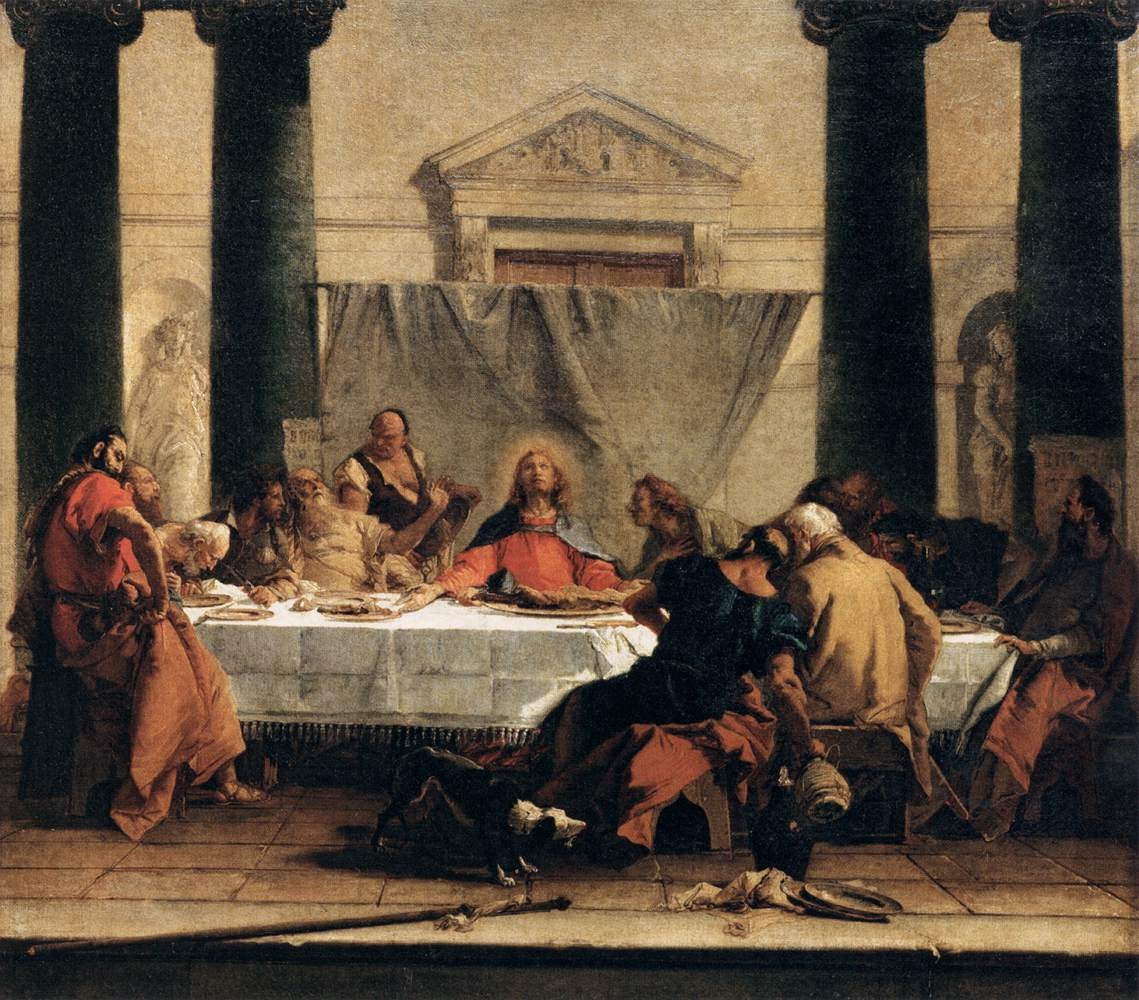
La Cène, 1745-1750 Giambattista Tiepolo, Musée du Louvre